# Günther Severin
Günther Severin (* 19. Juni 1928; † 6. Januar 2024) war ein deutscher Diplomat. Er war Botschafter der DDR in Brasilien, Surinam und Venezuela.

## Leben
Severin, Sohn einer Arbeiterfamilie, besuchte die Mittelschule. Er studierte an der Hochschule für Binnenhandel Leipzig. Sein Studium schloss er 1960 als Diplomwirtschaftler ab. Zwischen 1951 und 1964 war das SED-Mitglied Severin in verschiedenen leitenden Funktionen im Metallurgiehandel des Bezirks Rostock tätig. Von 1964 bis 1968 war er stellvertretender Generaldirektor im Metallkontor der DDR. Von 1968 bis 1970 fungierte er als Stellvertreter des Generaldirektors, von 1970 bis 1972 schließlich als Generaldirektor der Volkseigenen Metallurgiehandel-Außen- und Binnenhandelbetriebes der DDR. 
Severin trat 1972 in den diplomatischen Dienst der DDR ein. Von 1972 bis 1973 war er Mitarbeiter im Ministerium für Auswärtige Angelegenheiten der DDR. Von Dezember 1973 bis 1983 war er Botschafter in Brasilien, von April 1979 bis 1983 zusätzlich von Brasília aus auch in Surinam zweitakkreditiert. Von Mai 1984 bis 1989 wirkte er als Botschafter der DDR in Caracas.

## Auszeichnungen
- Banner der Arbeit (1978)
- Vaterländischer Verdienstorden in Bronze (1983)
- Orden „Stern der Völkerfreundschaft“ in Silber (1989)